# StW 505
StW 505 es el nombre de catálogo de un cráneo fósil de Australopithecus africanus, conocido con el sobrenombre de Mr. Ples (‘Señor Ples’), casi completo. Fue encontrado, en 1989, por Alun R. Hughes, S. Sekowe, M. Makgothokgo y Job Kibii en la cueva de Sterkfontein (Sudáfrica), parte de la conocida como Cuna de la Humanidad.

## Descripción
StW 505 es el cráneo más completo encontrado desde los descubrimientos de Broom en Sterkfontaine en el primer tercio del siglo XX. Pertenece, probablemente a un macho de A. africanus.
El fósil se compone de dos partes: StW 505a es la parte principal y comprende casi toda la cara, la mitad de la calota, la fosa craneal izquierda y parte de la derecha; StW 505b es parte del temporal derecha y zonas adyacentes. El segundo de los fragmentos indicados fue nombrado al descubrimiento como StW 504, hasta que estudios posteriores lo vincularon a StW 505a.
La capacidad craneal se evaluó en primera instancia en 600 cm³ aunque posteriormente se reajustó a 515 cm³, y aún hay autores que la consideran sobredimensionada, lo que no le quita ser el cráneo de la especie de mayor capacidad.
La posición posterior de la sulcus lunatus indica que el cerébro de A. africanus tenía una organización de hominino ya que en los grandes simios se encuentra más grande y adelantada. Otros rasgos del cráneo demuestran el dimorfismo sexual de la especie y la cercanía de ella a las primeras especies del género Homo, aunque otros autores lo consideran el origen de los ejemplares robustos de Paranthropus.

## Atribución de especie
Han existido grandes controversias en la atribución de la especie ya que sus características morfológicas los sitúan entre A. afarensis y Homo, por cuestiones como la existencia de la cresta sagital posterior (similar a la de AL 444-2) y la separación del toro supraorbital (similar a KNM-ER 1470). Se ha llegado a plantear la necesidad de incluir a este ejemplar, y otros del yacimiento, dentro de una nueva especie, pero el consenso actual es atribuirlo a Australopitheecus africanus.

## Datación
La datación de los fósiles de los yacimientos de esta zona de Sudáfrica son difíciles y plantean controversias. Todas las realizadas hasta el momento se basan en estudios de fauna, series de uranio y otras de los estratos. Las de StW 505 tienen en cuenta la posición de descubrimiento, en el lecho B del miembro 4.
Al descubrimiento se fecharon los fósiles en 3,0-2,6 Ma, ya que se aseguraba una antigüedad superior a los 2,5 Ma. Posteriormente por comparación faunística se acotó el intervalo a 2,4-2,8 Ma. Estudios posteriores del miembro 4, utilizando datación por series de uranio-plomo dieron un valor de 2,65±0,30 y 2,01±0,05 Ma